# Титова, Наталья Ивановна
Наталья Ивановна Титова (1709 — не ранее 1774) — русская писательница, переводчица

 и поэтесса.

## Биография
Родилась в 1709 году. Вышла замуж за полковника Русской императорской армии, поэта, драматурга и композитора Николая Сергеевича Титова.
Писала элегии и песни, «отличающиеся чистотой, приятностью и нежностью слога», перевела с французского языка аллегорическую повесть «Бок и Зюльба», в 2 частях (Москва, 1774 год). 
По свидетельству Новикова, Титова свои оригинальные стихотворения печатала в основном в журналах «Всякая всячина», «Трутень» и «Парнасский щепетильник», но установить все их названия не представляется возможным, так как стихи в этих журналах печатались обычно без подписей авторов.